# 해버퍼드 칼리지
해버퍼드 칼리지 (Haverford College)는 미국 펜실베니아주 해버퍼드에 있는 사립 학부 중심 리버럴 아츠 칼리지이다. 모든 학생들은 학부생이며, 모두가 캠퍼스에 거주한다. 1833년에 퀘이커(종교 친우회) 소속의 정통 필라델피아 연회 모임 회원들에 의해서 설립되었다. 젋은 퀘이커 사람들을 교육시키위해서 시작되었다. 이 학교는 퀘이커 교단에 소속되지 않았지만 학교에서 퀘이커 철학이 학교생활에 영향을 주고있다. 2017년 등록된 학생이 1381명이다.